# بريد قبرص (صحيفة)

شعار صحيفة بريد قبرص

بريد قبرص هو واحدة من اثنين من أهم صحيفة اليومية والناطقة لغة إنجليزية والتي نشرت في قبرص. وهي أقدم صحيفة يومية في قبرص والتي أنشئت في عام 1945،وهي صحيفة مستقلة تماما وليس لديها أي انتماءات سياسية . وتصدر يوميا (ما عدا الاثنين)، ومعظم المواد والأحداث المحلية تكون متاحة عبر الإنترنت على الموقع الإلكتروني للصحيفة.